# Cristalina (Manizales)
Cristalina es uno de los siete corregimiento que comprenden al Municipio de Manizales, posee 5 veredas, limitando  con los corregimientos de Colombia y El Remanso; y con el municipio de Neira.

## División
El corregimiento está compuesto por 5 veredas las cuales son:
| - El Cascarero - El Guineo - La Garrucha | - Lisboa - Tarroliso |